# Blumenteich
Der Blumenteich ist ein im 19. Jahrhundert künstlich angelegter Teich im Westlichen Ringgebiet der Stadt Braunschweig mit einer Fläche von über 3000 m², der für die Oberflächenentwässerung des umliegenden Gebiets des Westbahnhofs genutzt wird. Seit 2014 ist er Bestandteil des dort angelegten Jugendplatzes.

## Geographie

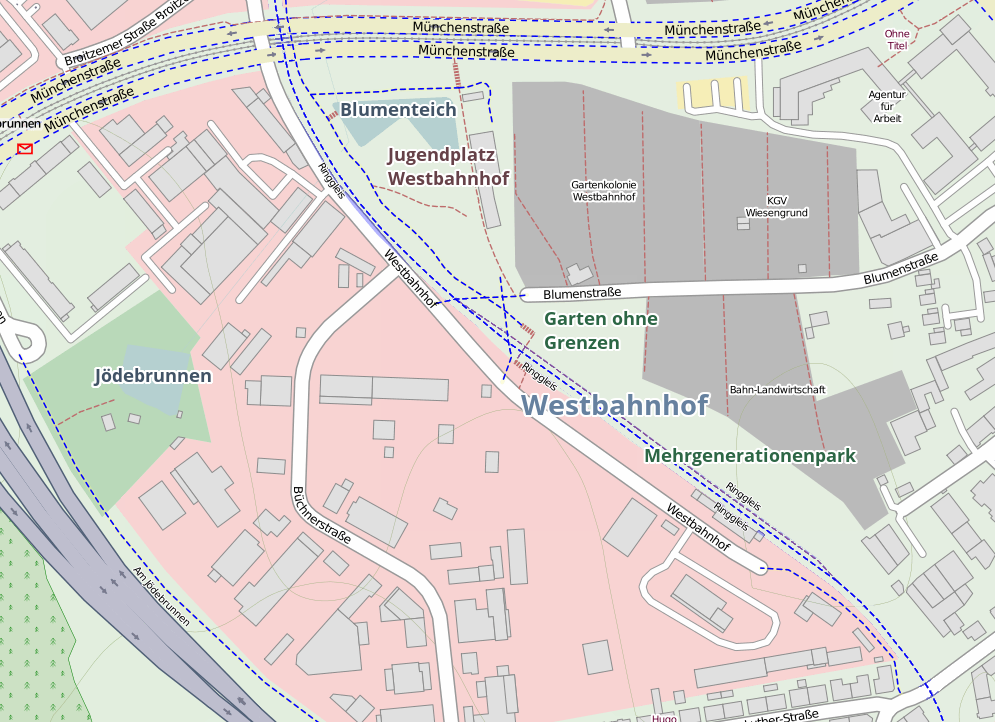
Der Blumenteich im Sanierungsgebiet am Westbahnhof

Der Blumenteich liegt im südwestlichen Gebiet der Stadt Braunschweig beim früheren Westbahnhof, der ein Industrie- und Rangierbahnhof war. Er wird vom Jödebrunnengraben, dem Abfluss des nur knapp 200 Meter entfernten Jödebrunnens, durchflossen und nimmt das Regenwasser aus den umliegenden Gewerbegrundstücken auf. Am Zaun ist er als Regenrückhaltebecken ausgewiesen. Er liegt unmittelbar östlich des Westlichen Ringgleises und am Ende der vermutlich namensgebenden Blumenstraße. Seine Form wird durch gerade Kanten und unnatürliche Winkel bestimmt, die auf seine künstliche Entstehung und die spätere Bebauung der Münchenstraße an seiner Nordgrenze zurückzuführen sind.

## Geschichte und heutige Nutzung

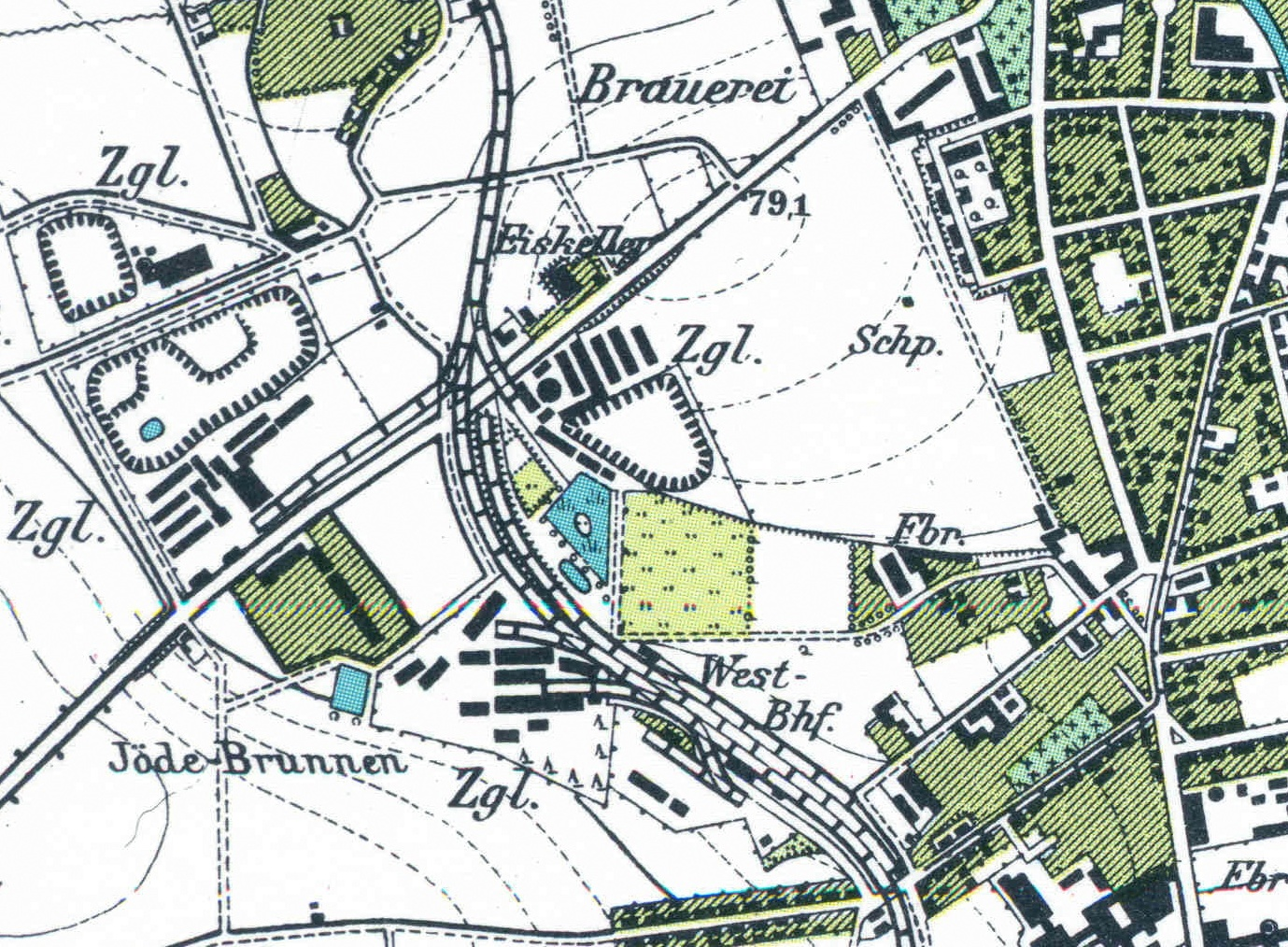
In dieser Karte von 1899 hat der Blumenteich noch eine andere Form.

Der Jödebrunnengraben nimmt von jeher das überschüssige Wasser des Jödebrunnens auf und leitet es in die Schölke. In Karten vor dem 19. Jahrhundert verläuft er durch das Gebiet des jetzigen Blumenteichs, ohne dass dieser jedoch verzeichnet gewesen wäre. Erst seit Entstehung der Ziegeleien ab 1864 mit ihren tiefen Tonkuhlen erscheint auch südlich der größten Ziegelei an der damaligen Broitzemer Straße der Blumenteich in den Karten.
Er war über Jahrzehnte von Gewerbegrundstücken umgeben und im Randbereich stark zugewachsen. Mit der Entwicklung des Gebiets um den Westbahnhof durch europäische EFRE-Fördermittel wurden 2014 zwischen Teich und Kleingartenanlage eine Skaterhalle, ein Bolzplatz und ein Basketballfeld errichtet sowie diverse Freiflächen zu einem Jugendplatz umgebaut, von dem aus der Teich frei zugänglich ist. Dessen Uferbereich wurde teilweise vom Bewuchs befreit.